# Komgaron
Komgaron (ros. Комгарон) – wieś w Rosji, w Osetii Północnej, w rejonie prigorodnym. W 2010 liczyła 1549 mieszkańców.